# Znikąd historie
Znikąd historie (tytuł angielski: „Stories nowhere from”) – album współczesnej muzyki poważnej wrocławskiego duetu ElettroVoce (Agata Zubel - głos, Cezary Duchnowski - fortepian, elektronika), wydany 6 listopada 2015 przez CD Accord. Płyta uzyskała nominację do Fryderyka 2016 w kategorii Album Roku - Muzyka Współczesna.

## Lista utworów
1. Bezkawie (Coffeelessness) [3:24]
2. Jezioro much (Lake of the Flies) [5:35]
3. Trąba słonia (Elephant's Trunk) [7:30]
4. Rebekah [10:24]
5. Żyrandolia (Chandelier Land) [5:33]
6. Chmury w głowie (With the Clouds in One's Head) [6:57]
7. Niebo dzisiaj nieczynne (Heaven Is Closed Today) [9:32]
8. Gigue [4:05]
9. Tatarak (Sweet Flag) [10:06]